# Ottmarsheim
Ottmarsheim – miejscowość i gmina we Francji, w regionie Grand Est, w departamencie Górny Ren, położona bardzo blisko granicy z Niemcami (3km). Do 1995 roku znajdowało się w niej przejście graniczne, zlikiwidowane po wprowadzeniu w życie Układu z Schengen wobec Francji i Niemiec.
Według danych na rok 1990 gminę zamieszkiwało 1897 osób, 74 os./km².